# Veno Taufer
Venčeslav (Veno) Taufer, slovenski pesnik, dramatik, esejist in prevajalec, * 19. februar 1933, Ljubljana, † 20. maj 2023, Topolšica.

## Življenjepis
Veno  Taufer se je rodil očetu učitelju Venčeslavu, ki je padel v NOB leta 1943. 
Osnovno šolo je obiskoval na Dolah pri Litiji 1939–41 in v Gabrovki 1941–43, gimnazijo v Ljubljani 1944–52 (z maturo), leta 1960 pa je diplomiral iz svetovne književnosti na ljubljanski filozofski fakulteti. 
Nato je do 1990 s prekinitvami (1966 do 1969 je bil špiker v slovenski redakciji radia BBC v Londonu),  delal v kulturni redakciji RTV Slovenija. Med 1991 in 1995 je bil vladni svetovalec. 
Kot oporečniški kulturni delavec se je zavzemal za umetnostni in mišljenjski pluralizem; bil je literarni urednik Revije 57, 1960–64 bil član uredniškega odbora Perspektiv, 1962/63–4 poslovodeči upravnik eksperimentalnega Odra 57. Objavljal je poročila z gledaliških festivalov, lotil se je zgodovinskega pregleda ljubljanskih eksperimentalnih odrov v 50-ih in  60-ih letih (Avantgardna in eksperimentalna gledališča, 1975 (Knjižnica MGL, 65)). 
Kot tajnik Društva slovenskih pisateljev (1985–89)  je leta 1986 zasnoval mednarodni literarni festival Vilenica, ki je prispeval k povezovanju in demokratizaciji v srednjeevropskem prostoru ter ga vodil kot predsednik do 1998. V funkciji tajnika DSP je sodeloval tudi v gibanju za demokratizacijo in osamosvojitev Slovenije (bil je soustanovitelj Slovenske demokratične zveze - SDZ in soavtor Majniške deklaracije 1989). 
Bil je predsednik Slovenskega centra PEN (2000–05); dva mandata (1999–2006) je predsedoval mednarodnemu komiteju Pisatelji za mir mednarodnega združenja PEN, v letih 2011 do 2014 pa je bil predsednik slovenskega pisateljskega društva. V letu 2013 je bil med protagonisti izključitve Janeza Janše iz slovenskega PEN, nastopal je bil tudi na javnih zborovanjih proti njegovi vladi.
Prevajal je poezijo in dramatiko iz angleščine (T. S. Eliot, Ezra Pound, W. B. Yeats, Wallace Stevens, G. M. Hopkins, Ted Hughes), srbskega in hrvaškega jezika, pisal je tudi kritike, eseje in teatrološke članke.
Imel je dva sinova, gledališkega režiserja Vita (*1959) in slikarja Mateja (1964–1987), in hčerko Laro Simono (1979), njegova vnukinja pa je igralka in dramatičarka Urška Taufer.

## Nagrade in priznanja
- nagrada Prešernovega sklada (1974)
- Sovretova nagrada nagrado (1976) za prevajalstvo
- nagrada Branka Miljkovića za najboljšo jugoslovansko pesniško zbirko (1985)
- Jenkova nagrada (1987)
- nagrada Bethlen Gábor (Budimpešta, 1989)
- mednarodna srednjeevropska nagrado za delo pri Vilenici in sodelovanje pri duhovnem preporodu in demokratizaciji Slovenije (Dunaj - inštitut za srednjo Evropo in Podonavje, 1995)
- Prešernova nagrada za življenjsko delo (1996)
- mednarodna nagrada Ján Smrek v Bratislavi (2002)
- zlati red za zasluge RS (2005)
- Zlatnik poezije (2011) za pesniški literarni opus, prispevek k slovenski kulturi in ustvarjalnosti ter požlahtnjenju slovenskega jezika
- Župančičeva nagrada za življenjsko delo (2016)
- bil je redni član evropske pesniške akademije (Académie Européenne de Poésie)

## Dela

### Pesniške zbirke
- Svinčene zvezde (1958)
- Jetnik prostosti (1963)
- Vaje in naloge (1969)
- Podatki (1972)
- Prigode (1973)
- Pesmarica rabljenih besed (1975)
- Ravnanje žebljev in druge pesmi (1979)
- Sonetje (1979)
- Tercine za obtolčeno trobento (1985)
- Vodenjaki (1986, 2014)
- Še ode (1996)
- Kosmi (2000)
- Rotitve: drugo sonetje (in Sonetna svoboda soneta: esej) (2003)
- Pismo v steklenici (2006)
- Telemahovi komentarji (zbrane zbirke 1958-2006 z dodatkom novih pesmi 2009-2016) (2016)

### Drame
- Prometej ali Tema v zenici sonca (1964)
- Odisej & sin ali Svet in dom (1990)

### Esejistika
- Ob londonskem gledališkem poldnevniku (1970)
- Odrom ob rob (1977)
- Zvenčanje verig (2004)